# شصت و دومین دوره جوایز اسکار
شصت و دومین دوره مراسم اعطای جوایز اسکار (انگلیسی: 62nd Academy Awards) در تاریخ ۲۶ مارس ۱۹۹۰ در Dorothy Chandler Pavilion لوس آنجلس برگزار شد. در این مراسم بهترین فیلم‌های سال ۱۹۸۹ جهان به انتخاب آکادمی علوم و هنرهای تصاویر متحرک جایزه گرفتند.
بیلی کریستال مجری این مراسم بود.

## جوایز
| جایزه اسکار بهترین فیلم - رانندگی برای خانم دیزی – ریچارد دی زانوک و Lili Fini Zanuck - متولد چهارم ژوئیه – آلکساندر کیتمن هو و الیور استون - انجمن شاعران مرده – Steven Haft, پال یونگر ویت, و Tony Thomas - سرزمین رؤیاها – لارنس گوردون و Charles Gordon - پای چپ من – Noel Pearson | جایزه اسکار بهترین کارگردانی - الیور استون – متولد چهارم ژوئیه - وودی آلن – جنایت و جنحه - پیتر ویر – انجمن شاعران مرده - کنت برانا – هنری پنجم - جیم شریدان – پای چپ من |
| جایزه اسکار بهترین بازیگر نقش اول مرد - دانیل دی-لوئیس – پای چپ من در نقش کریستی براون - کنت برانا – هنری پنجم در نقش هنری پنجم - تام کروز – متولد چهارم ژوئیه در نقش Ron Kovic - مورگان فریمن – رانندگی برای خانم دیزی در نقش Hoke Colburn - رابین ویلیامز – انجمن شاعران مرده در نقش John Charles Keating | جایزه اسکار بهترین بازیگر نقش اول زن - جسیکا تندی – رانندگی برای خانم دیزی در نقش Daisy Werthan - ایزابل آجانی – کامیل کلودل در نقش کامیل کلودل - پائولین کولینز – شرلی ولنتاین در نقش Shirley Valentine-Bradshaw - جسیکا لنگ – جعبه موسیقی در نقش Ann Talbot - میشل فایفر – بیکرهای شگفت‌انگیز در نقش Susie Diamond |
| جایزه اسکار بهترین بازیگر نقش مکمل مرد - دنزل واشنگتن –افتخار در نقش Pvt. Silas Trip - دنی آیلو – کار درست را بکن در نقش Sal Frangione - دن اکروید – رانندگی برای خانم دیزی در نقش Boolie Werthan - مارلون براندو – فصل سفید خشک در نقش Ian Mackenzie - مارتین لاندو – جنایت و جنحه در نقش Judah Rosenthal | جایزه اسکار بهترین بازیگر نقش مکمل زن - برندا فریکر – پای چپ من در نقش کریستی براون - آنجلیکا هیوستون – دشمنان، یک داستان عاشقانه (فیلم) در نقش Tamara Broder - لنا اولین – دشمنان، یک داستان عاشقانه (فیلم) در نقش Masha - جولیا رابرتس – ماگنولیاهای فولادی در نقش Shelby Eatenton Latcherie - دایان ویست – پدر و مادری در نقش Helen Buckman |
| جایزه اسکار بهترین فیلم‌نامه غیراقتباسی - انجمن شاعران مرده – تام شولمن - جنایت و جنحه – وودی آلن - کار درست را بکن – اسپایک لی - سکس، دروغ و نوار ویدئویی – استیون سودربرگ - وقتی هری سالی را دید... – نورا افرون | جایزه اسکار بهترین فیلم‌نامه اقتباسی - رانندگی برای خانم دیزی – آلفرد یوری from Driving Miss Daisy by Alfred Uhry - متولد چهارم ژوئیه – الیور استون و Ron Kovic from Born on the Fourth of July by Ron Kovic - دشمنان، یک داستان عاشقانه (فیلم) – Roger L. Simon و پل مازورسکی from دشمنان، یک داستان عاشقانه by ایزاک بشویس سینگر - سرزمین رؤیاها – فیل آلدن رابینسون from Shoeless Joe by W. P. Kinsella - پای چپ من – جیم شریدان و Shane Connaughton from My Left Foot by کریستی براون |
| جایزه اسکار بهترین فیلم خارجی‌زبان - سینما پارادیزو (Italy) – جوزپه تورناتوره - کامیل کلودل (France) – برونو نویتن - Jesus of Montreal (Canada) – دنیس آرکند - Memories of a Marriage (Denmark) – Kaspar Rostrup - What Happened to Santiago (Puerto Rico) – هاکوبو مورالس | |
| Best Documentary Feature - پیوندهای مشترک: داستان‌هایی از لحاف چهل‌تکه – Robert Epstein و Bill Couturié - Adam Clayton Powell – Richard Killberg و Yvonne Smith - Crack USA: County Under Siege – Vince DiPersio و Bill Guttentag - For All Mankind – Al Reinert و Betsy Broyles Breier - Super Chief: The Life و Legacy of Earl Warren – Judith Leonard و Bill Jersey                                              | Best Documentary Short - سیل جانزتاون – Charles Guggenheim - Fine Food, Fine Pastries, Open 6 to 9 – David Petersen - Yad Vashem: Preserving the Past to Ensure the Future – Ray Errol Fox |
| جایزه اسکار بهترین فیلم کوتاه - Work Experience – James Hendrie - Amazon Diary – Robert Nixon - The Childeater – Jonathan Tammuz | جایزه اسکار بهترین پویانمایی کوتاه - Balance – Christoph Lauenstein و Wolfgang Lauenstein - The Cow – الکساندر پتروف (پویانما) - The Hill Farm – Mark Baker |
| جایزه اسکار بهترین موسیقی فیلم - پری دریایی کوچولو – آلن منکن - متولد چهارم ژوئیه – جان ویلیامز - بیکرهای شگفت‌انگیز – دیو گروسین - سرزمین رؤیاها – جیمز هورنر - ایندیانا جونز و آخرین جنگ صلیبی – جان ویلیامز | جایزه اسکار بهترین ترانه - "Under the Sea" from پری دریایی کوچولو – موسیقی اثر آلن منکن; ترانه اثر هاوارد اشمن - "After All" from یحتمل – موسیقی اثر Tom Snow; ترانه اثر دین پیچفورد - "The Girl Who Used to Be Me" from شرلی ولنتاین – موسیقی اثر ماروین هملیش; ترانه اثر الن برگمن و الن برگمن - "I Love To See You Smile" from پدر و مادری – موسیقی و Lyric by رندی نیومن - "Kiss the Girl" from پری دریایی کوچولو – موسیقی اثر آلن منکن; ترانه اثر هاوارد اشمن                       |
| Best Sound Effects Editing - ایندیانا جونز و آخرین جنگ صلیبی – ریچارد هیمنز و بن برت - باران سیاه – Milton Burrow و William Manger - اسلحه مرگبار ۲ – Robert G. Henderson و الن رابرت موری | Best Sound - افتخار – دونالد میچل (مهندس صدا), Gregg Rudloff, الیوت تایسون و Russell Williams - ورطه – Don J. Bassman, Kevin F. Cleary, Richard Overton و Lee Orloff - باران سیاه – دونالد میچل (مهندس صدا), Kevin O'Connell, Greg P. Russell و Keith A. Wester - متولد چهارم ژوئیه – Michael Minkler, Gregory H. Watkins, ویلی استیتمن و Tod A. Maitland - ایندیانا جونز و آخرین جنگ صلیبی – بن برت, گری سامرز، Shawn Murphy و Tony Dawe                                                |
| Best Art Direction - بتمن – کارگردان هنری: Anton Furst; Set Decoration: Peter Young - ورطه – Art Direction: Leslie Dilley; Set Decoration: Anne Kuljian - ماجراهای بارون مایچوزن – Art Direction: دانته فرتی; Set Decoration: Francesca Lo Schiavo - رانندگی برای خانم دیزی – Art Direction: Bruno Rubeo; Set Decoration: Crispian Sallis - افتخار – Art Direction: Norman Garwood; Set Decoration: Garrett Lewis | جایزه اسکار بهترین فیلمبرداری - افتخار – فردی فرانسیس - ورطه – Mikael Salomon - Blaze – هسکل وکسلر - متولد چهارم ژوئیه – رابرت ریچاردسون - بیکرهای شگفت‌انگیز – مایکل بالهاوس |
| Best Makeup - رانندگی برای خانم دیزی – Manlio Rocchetti, Lynn Barber و Kevin Haney - ماجراهای بارون مایچوزن – Maggie Weston و Fabrizio Sforza - پدر – دیک اسمیت, Ken Diaz و Greg Nelson | Best Costume Design - هنری پنجم – Phyllis Dalton - ماجراهای بارون مایچوزن – گابریلا پسکوچی - رانندگی برای خانم دیزی – Elizabeth McBride - شب‌های هارلم – Joe Tompkins - والمونت (فیلم) – تئودور پیشتک |
| جایزه اسکار بهترین تدوین - متولد چهارم ژوئیه – دیوید برنر و جو هاتشینگ - خرس – Noelle Boisson - رانندگی برای خانم دیزی – Mark Warner - بیکرهای شگفت‌انگیز – ویلیام استاینکمپ - افتخار – استیون روزنبلوم | جایزه اسکار بهترین جلوه‌های تصویری - ورطه – Dennis Muren, Hoyt Yeatman, John Bruno و Dennis Skotak - ماجراهای بارون مایچوزن – Richard Conway و Kent Houston - بازگشت به آینده قسمت ۲ – Ken Ralston, Michael Lantieri, John Bell و Steve Gawley |

### جایزه اسکار افتخاری
- آکیرا کوروساوا[۵]

### جایزه بشردوستانه ژان هرشولت
- هاوارد دبلیو کوخ[۶]

## نگارخانه

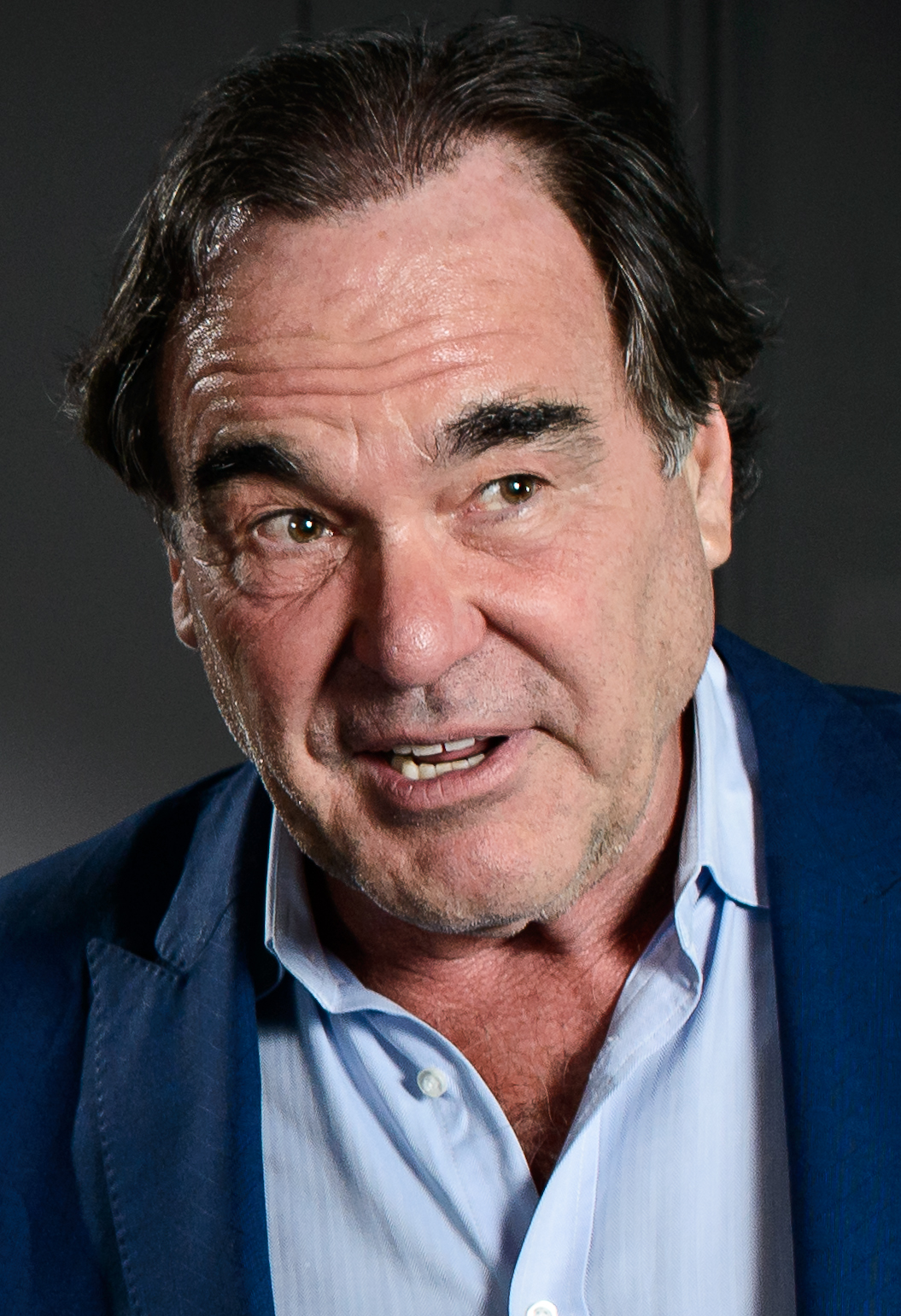
الیور استون، برنده بهترین کارگردان
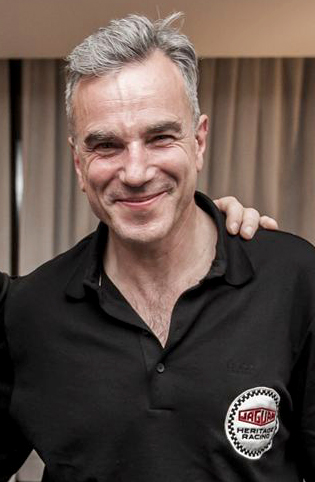
دانیل دی-لوئیس، برنده بهترین بازیگر نقش اول مرد
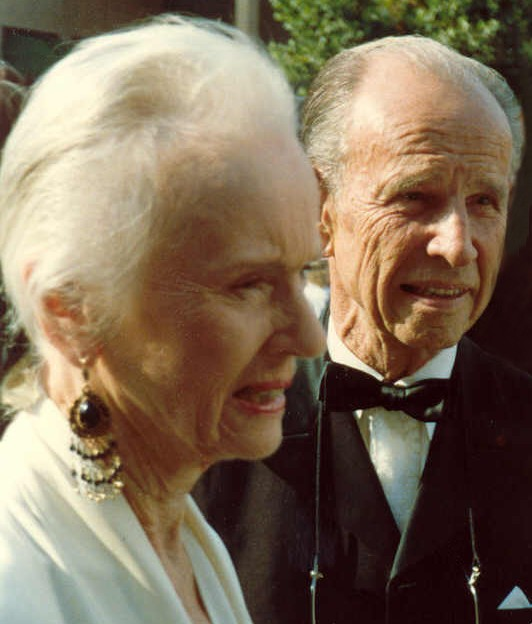
جسیکا تندی (left), برنده بهترین بازیگر نقش اول زن
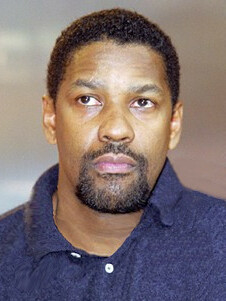
دنزل واشنگتن، برنده بهترین بازیگر نقش مکمل مرد
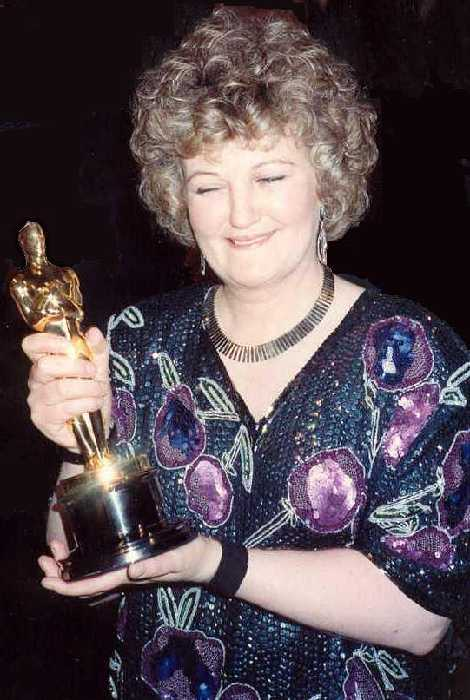
برندا فریکر، برنده بهترین بازیگر نقش مکمل زن
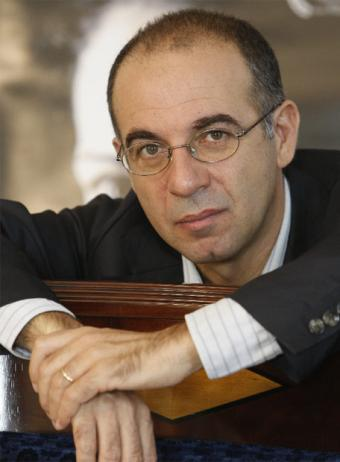
جوزپه تورناتوره، برنده بهترین فیلم خارجی
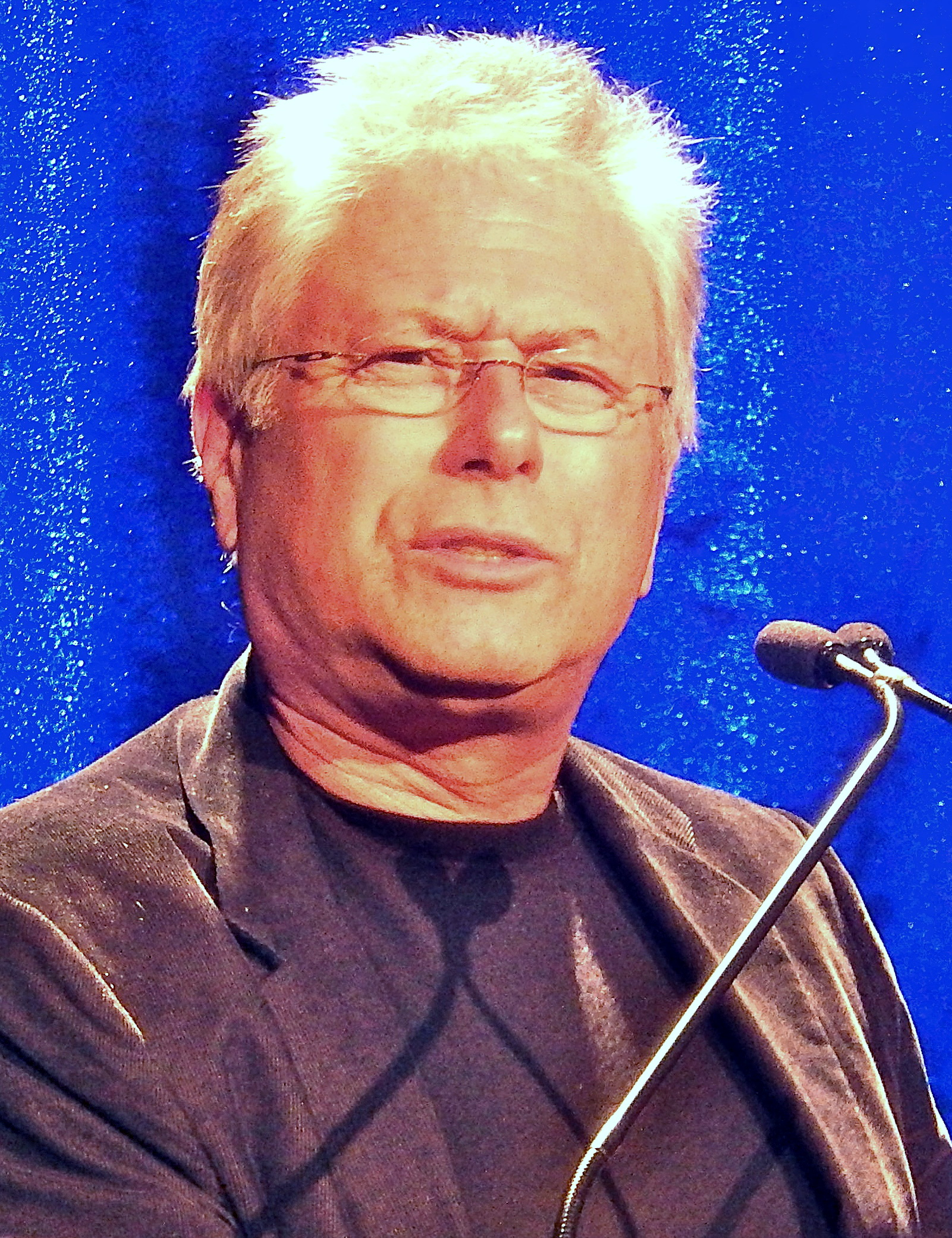
آلن منکن، برنده بهترین موسیقی متن اورجینال
فردی فرانسیس، برنده بهترین فیلمبرداری

### Films with multiple nominations and multiple awards
| نامزدها | فیلم                             |
| ------- | -------------------------------- |
| 9       | رانندگی برای خانم دیزی           |
| 8       | متولد چهارم ژوئیه                |
| 5       | افتخار                           |
| 5       | پای چپ من                        |
| 4       | ورطه                             |
| 4       | ماجراهای بارون مایچوزن           |
| 4       | انجمن شاعران مرده                |
| 4       | بیکرهای شگفت‌انگیز                |
| 3       | جنایت و جنحه                     |
| 3       | دشمنان، یک داستان عاشقانه (فیلم) |
| 3       | سرزمین رؤیاها                    |
| 3       | هنری پنجم                        |
| 3       | ایندیانا جونز و آخرین جنگ صلیبی  |
| 3       | پری دریایی کوچولو                |
| 2       | باران سیاه                       |
| 2       | کامیل کلودل                      |
| 2       | کار درست را بکن                  |
| 2       | پدر و مادری                      |
| 2       | شرلی ولنتاین                     |

| Awards | Film                   |
| ------ | ---------------------- |
| 4      | رانندگی برای خانم دیزی |
| 3      | افتخار                 |
| 2      | متولد چهارم ژوئیه      |
| 2      | پری دریایی کوچولو      |
| 2      | پای چپ من              |